# Engelsk lakritskonfekt

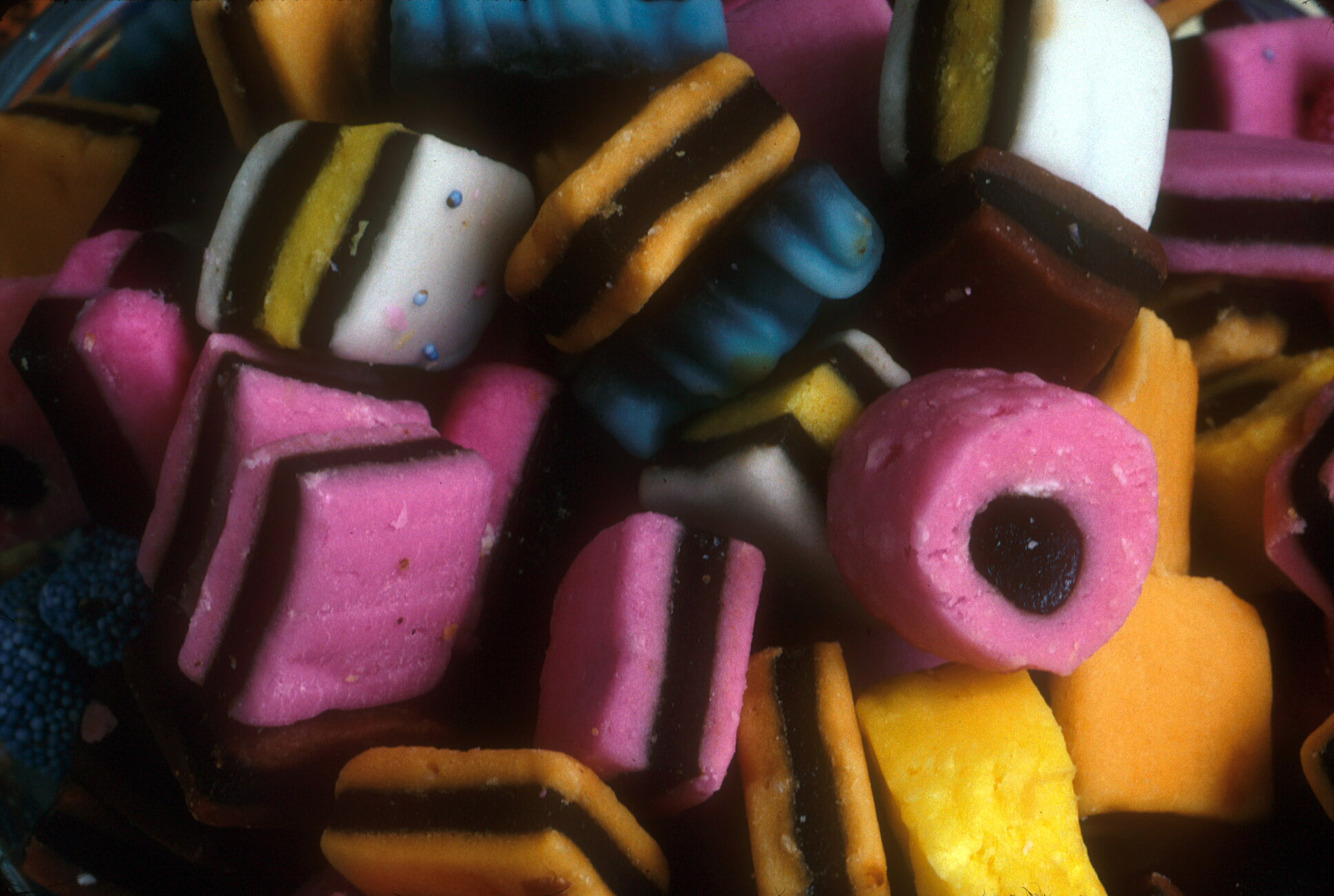
Engelsk lakritskonfekt.

Engelsk lakritskonfekt eller engelsk konfekt (engelska: liquorice allsorts) är en godisblandning baserad på lakrits. Dessa sötsaker är gjorda av lakrits, socker, kokos, fruktaromer och gelatin. De tillverkades först i Sheffield i England av Geo. Bassett & Co.
Engelsk lakritskonfekt produceras av många företag runt om i världen, och är populärast i Storbritannien, kontinentala Europa och Nordamerika. Det sydafrikanska konditoriet Beacon producerar betydande mängder av produkten, där det både säljs lokalt och exporteras till länder som Australien, Kanada och Portugal.
Det nederländska namnet för engelsk lakritskonfekt är "Engelse drop", och i Finland kallas de "Englannin lakritsi/laku", båda[källa behövs] bokstavligt översatta till "engelsk lakrits".
Bassett använder produkthistoriken i sin marknadsföring. En av godisarna i den nuvarande konfektblandningen föreställer Bertie, Bassetts maskot. Enligt företagets egen historia var Charlie Thomson, en anställd som var klumpig, på besök hos en kund i Leicester 1899 för att göra affärer. Kunden visade inget intresse för produkterna och till råga på allt råkade Thomson tappa en bricka med sötsaker så att lakrits och annat godis i allehanda färger hamnade över disken. Kunden ska ha blivit så förtjust över kombinationen att han beställde ett parti av den nya blandningen. Den fick snabbt namnet Bassett's Allsorts, ett namn som har följt med genom åren.